# Kosmos 2283
Kosmos 2283, ruski izviđački satelit iz programa Kosmos. Vrste je Jantar-4K2 (Kobaljt br. 548).
Lansiran je 20. srpnja 1994. godine u 17:35 s kozmodroma Pljesecka u Rusiji. Lansiran je u nisku orbitu oko planeta Zemlje raketom nosačem Sojuz-U 11A511U. Orbita mu je bila 179 km u perigeju i 313 km u apogeju. Orbitna inklinacija mu je bila 67,10°. Spacetrackov kataloški broj je 23182. COSPARova oznaka je 1994-042-A. Zemlju je obilazio u 89,42 minuta. Pri lansiranju bio je mase 6600 kg. 
Dio Kobaljta odvojio se. Orbita mu je bila 166 km u perigeju i 294 km u apogeju. Orbitna inklinacija mu je bila 67,08°. Spacetrackov kataloški broj je 23184. COSPARova oznaka je 1994-042-C. Zemlju je obilazio u 89,10 minuta. Ovaj komad Kobaljta vratio se u atmosferu 22. srpnja 1994. godine.
Dio Kobaljtova AO odvojio se. Orbita mu je bila 178 km u perigeju i 291 km u apogeju. Orbitna inklinacija mu je bila 67,10°. Spacetrackov kataloški broj je 23283. COSPARova oznaka je 1994-042-D. Zemlju je obilazio u 89,19 minuta. Ovaj komad Kobaljta vratio se u atmosferu 30. rujna 1994. godine.
Dio Kobaljtova AO odvojio se. Orbita mu je bila 167 km u perigeju i 294 km u apogeju. Orbitna inklinacija mu je bila 67,08°. Spacetrackov kataloški broj je 23284. COSPARova oznaka je 1994-042-E. Zemlju je obilazio u 89,11 minuta. Ovaj komad Kobaljta vratio se u atmosferu 30. rujna 1994. godine.
Satelit Kosmos 2283 sletio je 29. rujna 1994. godine.

## Vanjske poveznice
- N2YO.com Search Satellite Database
- Celes Trak SATCAT Format Documentation (engl.)
- Kunstman  Arhivirana inačica izvorne stranice od 12. kolovoza 2019. (Wayback Machine) Satellites in Orbit (engl.)